# Primary Colors
Pour plus de détails, voir Fiche technique et Distribution.
Primary Colors, ou Couleurs primaires au Québec, est un film américain de Mike Nichols sorti en 1998.
Le film et le roman qu'il adapte sont librement inspirés des primaires démocrates pour l'élection présidentielle américaine de 1992 et notamment d'une affaire d'adultère entre Bill Clinton et Gennifer Flowers. Le film est très discuté lors de sa sortie durant l'affaire Monica Lewinsky.

## Synopsis
Un gouverneur ambitieux s'entoure d'une équipe compétente à l'approche de la campagne présidentielle. Mais on découvre une petite anicroche dans son parcours… comment la gérer ?
Un jeune idéaliste politique du nom de Henry Burton (Adrian Lester) est recruté pour participer à la campagne de Jack Stanton (John Travolta), un charismatique gouverneur du Sud, candidat aux primaires du Parti démocrate en vue de l'élection présidentielle américaine. Henry est impressionné par la chaleur authentique de Stanton et son empathie avec les gens. Il rejoint le cercle intérieur des conseillers politiques de Stanton : la femme formidable de Stanton, (Emma Thompson); l'impitoyable stratège politique Richard Jemmons (Billy Bob Thornton), l'intelligente et attractive porte-parole Daisy Vert (Maura Tierney), et le rusé opérateur politique Howard Ferguson (Paul Guilfoyle) dans leur voyage pour le New Hampshire, le premier État à organiser les primaires présidentielles.

## Fiche technique
- Titre original et français : Primary Colors
- Titre québécois : Couleurs primaires
- Réalisation : Mike Nichols
- Scénario : Elaine May, d'après le roman éponyme de Joe Klein
- Musique : Ry Cooder
- Direction artistique : Tom Duffield
- Décors : Bo Welch
- Costumes : Gary Jones, Ann Roth
- Photographie : Michael Ballhaus
- Montage : Arthur Schmidt
- Production : Mike Nichols
- Budget : 65 millions de dollars[1]
- Sociétés de production : Icarus Productions, UGC, Mutual Film Company et Universal Pictures
- Sociétés de distribution : Universal Pictures (USA) ; UFD (France)
- Pays d'origine :  États-Unis
- Langue originale : anglais
- Format : couleurs (DeLuxe) - 2,35:1 - 35 mm - son Dolby
- Genre : comédie dramatique
- Durée : 143 minutes
- Dates de sortie : 
  - États-Unis : 20 mars 1998
  - France : 13 mai 1998

## Distribution
Sauf indication contraire, les informations mentionnées dans cette section peuvent être confirmées par la base de données cinématographiques IMDb,  présente dans la section « Liens externes ».
- John Travolta (VF : Bruno Carna ; VQ : Jean-Luc Montminy) : Jack Stanton[2]
- Emma Thompson (VF : Frédérique Tirmont ; VQ : Élise Bertrand) : Susan Stanton[3]
- Billy Bob Thornton (VF : Sylvain Lemarié ; VQ : Éric Gaudry) : Richard Jemmons[4]
- Kathy Bates (VF : Monique Thierry ; VQ : Claudine Chatel) : Libby Holden[5]
- Adrian Lester (VF : Damien Boisseau ; VQ : François L'Écuyer) : Henry Burton[6]
- Maura Tierney (VF : Brigitte Berges ; VQ : Johanne Garneau) : Daisy Green[7]
- Larry Hagman (VF : Dominique Paturel) : le gouverneur Fred Picker[8]
- Diane Ladd : Mamma Stanton
- Paul Guilfoyle (VF : Philippe Peythieu) : Howard Ferguson[9]
- Rebecca Walker (VF : Annie Milon) : March
- Caroline Aaron (VF : Annie Balestra) : Lucille Kaufman[10]
- Tommy Hollis (VF : Daniel Kamwa) : William McCullison (Fat Willie)
- Rob Reiner (VF : Mario Santini) : Izzy Rosenblatt
- Ben Jones : Arlen Sporken[11]
- J. C. Quinn (VF : Henri Labussière) : oncle Charlie
- Allison Janney (VQ : Danièle Panneton) : Miss Walsh
- Robert Klein (VF : Hervé Jolly) : Norman Asher[12]
- Mykelti Williamson (VF : Thierry Desroses) : Dewayne Smith
- James Denton : Mitch
- Leontine Guilliard : Ruby
- Monique Ridge : Tawana Carter
- Ned Eisenberg (VF : Roland Timsit) : Brad Lieberman
- Brian Markinson : Randy Culligan
- O'Neal Compton (VF : Jean-Claude Sachot) : Sailorman Shoreson
- Kevin Cooney (VF : Jean-Pierre Leroux) : Lawrence Harris[13]
- Bonnie Bartlett : Martha Harris
- Chelcie Ross (VF : Gilles Guillot) : le sénateur Charles « Charlie » Martin[14]
- John Vargas : Lorenzo Delgado
- Tony Shalhoub : Eddie Reyes
- Bianca Lawson : Loretta, la fille de William McCullison
- Robert Cicchini : Jimmy Ozio[15]
- William Stanford Davis : Jack Mandela Washington
- Harrison Young : Sam
- Rolando Molina : Anthony Ramirez
- Ross Benjamin : Peter Goldsmith
- Stacy Edwards : Jennifer Rogers
- Kristoffer Ryan Winters (VF : Ludovic Baugin) : Terry Hicks
- Susan Kussman (VF : Odile Schmitt) : Ella Louise
- Vickilyn Reynolds : Amalee
- Robert Symonds (VF : Pierre Baton) : Bart Nilson[16]
- Gia Carides (VF : Véronique Alycia) : Cashmere McLeod[17]
- Robert Easton : Dr Beauregard
- Scott Burkholder : Danny Scanlon
- Daryce Richman (VF : Régine Teyssot) : Linda Feldstein
- Geraldo Rivera (VF : Achille Orsoni) : lui-même
- Charlie Rose : lui-même
- Larry King (VF : François Jaubert) : lui-même
- Bill Maher (VF : Gilbert Lévy) : lui-même
- Richard Livingston (VF : Patrick Noérie) : lui-même
- James Earl Jones : voix du commentateur de CNN
- Sophia Choi et Jean Martirez (VF : Catherine Hamilty) : elles-mêmes, les journalistes TV

 Source et légende : version française (VF) sur RS Doublage  et Doublagissimo ; version québécoise (VQ) sur Doublage.qc.ca

## Production
Tom Hanks était originellement pressenti pour le rôle principal mais le refusa du fait de son amitié avec Bill Clinton. L'acteur minimise cette raison, et évoque des problèmes d'emplois du temps.

## Sortie et accueil
Le film fait l'ouverture du festival de Cannes 1998.
Primary Colors rencontre un accueil critique positif lors de sa sortie, recueillant 80 % des critiques favorables sur le site Rotten Tomatoes, pour 75 critiques et une moyenne de 7,2⁄10, tout en notant qu'il est « bien interprété et étonnamment drôle » dans son consensus. Le site Metacritic lui attribue un score de 70⁄100, sur la base de 30 critiques.
Le film sort dans 1 975 salles aux États-Unis et prend la seconde place du box-office américain avec 12 045 395 $ pour son week-end d'ouverture, mais ne parvient qu'a récolter 39 001 187 $ après quatorze semaines d'exploitation, résultat considéré comme un échec commercial au vu de son budget de 60 millions. Les recettes internationales ne parviennent pas à compenser le flop américain avec 13 089 000 $, pour un total de 52 090 187 $ de recettes mondiales.
En France, où il est distribué dans 179 salles, il ne parvient qu'à enregistrer 167 061 entrées.

## Distinctions

### Nominations
- Oscars 1999 : meilleure actrice dans un second rôle pour Kathy Bates et meilleure adaptation  pour Elaine May